# Storslett
Storslett (kvensk: Hansinkenttä) er en by der er administrationscenter i Nordreisa kommune i Troms og Finnmark fylke i Norge. Byen har1.708 indbyggere (2012), og ligger ved Reisafjorden omtrent fem kilometer sydøst for Sørkjosen. Europavej 6 går gennem Storslett.
Her ligger Nordreisa kirke og Nordreisa videregående skole.